# Gelles
Gelles är en kommun i departementet Puy-de-Dôme i regionen Auvergne-Rhône-Alpes i centrala Frankrike. Kommunen ligger i kantonen Rochefort-Montagne som tillhör arrondissementet Clermont-Ferrand. År 2022 hade Gelles 931 invånare.

## Befolkningsutveckling
Antalet invånare i kommunen Gelles
| Referens: INSEE |